# Eleonora Maria di Anhalt-Bernburg
Eleonora Maria di Anhalt-Bernburg (Amberg, 7 agosto 1600 – Neustrelitz, 17 luglio 1657) fu una principessa di Anhalt-Bernburg per nascita e per matrimonio duchessa di Meclemburgo-Güstrow.

## Vita
Eleonora Maria era una figlia del principe Cristiano I di Anhalt-Bernburg (1568-1639) nata dal suo matrimonio con Anna (1579-1624), figlia del conte Arnoldo II di Bentheim-Tecklenburg. Sotto il nomignolo die Beständige ("il Resistente"), fu la cofondatrice e il secondo capo della Académie des Loyales, una delle controparti femminili della Società dei Carpofori.
Il 7 maggio 1626 a Güstrow, sposò il duca Giovanni Alberto II di Meclemburgo-Güstrow (1590-1636). Dopo la sua morte, assunse la reggenza per il loro figlio Gustavo Adolfo, come specificato nel testamento di suo marito. Tuttavia, soltanto tre giorni, suo cognato, il duca Adolfo Federico I di Meclemburgo-Schwerin la depose come reggente e tutrice di suo figlio ed assunse egli stesso quel ruolo. Ciò causò una disputa amara tra Eleonora Maria e suo cognato. Tuttavia, il 4 maggio 1636, le proprietà si sottomisero ad Adolfo Federico I.
Adolfo Federico impugnò il testamento di suo fratello, e sostituire tutti, tranne uno, i membri del governo a Güstrow, lasciando soltanto Andreas Buggenhagen nel suo incarico. Prese anche misure contro la chiesa riformata di Meclemburgo-Güstrow. Nel 1637, separò Gustavo Adolfo dalla madre calvinista.  Nessuno osò partecipare ai funzioni private calviniste che Eleonora Maria organizzava, e si diceva che cucisse accanto alla finestra nella sede a Strelitz.  L'Imperatore Ferdinando III rsi dichiarò a suo favore. Tuttavia, Adolfo Federico continuò i suoi cause legali contro di lei, e coinvolse le potenze straniere nella questione.
Eleonora Maria infine rinunciò ai suoi diritti nel 1645. Morì dodici anni dopo, nella sua sede vedovile di Neustrelitz. Fu sepolta nella cattedrale di Güstrow.

## Figli
dal suo matrimonio con Giovanni Alberto, ebbe i seguenti figli:
- Anna Sofia (1628–1666)

sposò il duca Luigi IV di Legnica
- Giovanni Cristiano (1629–1631)
- Eleonora (1630–1631)
- Gustavo Adolfo (1633–1695)
- Luisa (1635–1648)

## Ascendenza
|                                            |                                          |                                         | Genitori                                       |  |  | Nonni |  |  | Bisnonni                              |  |  | Trisnonni                            |  |
|                                            |                                          |                                         |                                                |  |  |       |  |  | Giovanni V, principe di Anhalt-Zerbst |  |  | Ernesto I, principe di Anhalt-Dessau |  |
|                                            |                                          |                                         |                                                |  |  |       |  |  | Giovanni V, principe di Anhalt-Zerbst |  |  | Ernesto I, principe di Anhalt-Dessau |  |
|                                            |                                          | Margherita di Münsterberg-Oels          |                                                |  |  |       |  |  | Giovanni V, principe di Anhalt-Zerbst |  |  |                                      |  |
| Gioacchino Ernesto, principe di Anhalt     |                                          |                                         |                                                |  |  |       |  |  | Giovanni V, principe di Anhalt-Zerbst |  |  |                                      |  |
|                                            |                                          | Margherita di Brandeburgo               | Gioacchino I, principe elettore di Brandeburgo |  |  |       |  |  |                                       |  |  |                                      |  |
|                                            |                                          | Margherita di Brandeburgo               | Gioacchino I, principe elettore di Brandeburgo |  |  |       |  |  |                                       |  |  |                                      |  |
|                                            |                                          | Margherita di Brandeburgo               | Elisabetta di Danimarca                        |  |  |       |  |  |                                       |  |  |                                      |  |
| Cristiano I, principe di Anhalt-Bernburg   |                                          | Margherita di Brandeburgo               |                                                |  |  |       |  |  |                                       |  |  |                                      |  |
|                                            |                                          | Volfango I, conte di Barby-Mühlingen    | Burcardo VII, conte di Barby-Mühlingen         |  |  |       |  |  |                                       |  |  |                                      |  |
|                                            |                                          | Volfango I, conte di Barby-Mühlingen    | Burcardo VII, conte di Barby-Mühlingen         |  |  |       |  |  |                                       |  |  |                                      |  |
|                                            |                                          | Volfango I, conte di Barby-Mühlingen    | Maddalena di Meclemburgo-Stargard              |  |  |       |  |  |                                       |  |  |                                      |  |
| Agnese di Barby-Mühlingen                  |                                          | Volfango I, conte di Barby-Mühlingen    |                                                |  |  |       |  |  |                                       |  |  |                                      |  |
|                                            |                                          | Agnese di Mansfeld-Mittelort            | Gebardo VII, conte di Mansfeld-Mittelort       |  |  |       |  |  |                                       |  |  |                                      |  |
|                                            |                                          | Agnese di Mansfeld-Mittelort            | Gebardo VII, conte di Mansfeld-Mittelort       |  |  |       |  |  |                                       |  |  |                                      |  |
|                                            |                                          | Agnese di Mansfeld-Mittelort            | Margherita di Gleichen-Blankenhein             |  |  |       |  |  |                                       |  |  |                                      |  |
| Eleonora Maria di Anhalt-Bernburg          |                                          | Agnese di Mansfeld-Mittelort            |                                                |  |  |       |  |  |                                       |  |  |                                      |  |
|                                            | Eberwin III, conte di Bentheim-Steinfurt | Arnoldo II, conte di Bentheim-Steinfurt |                                                |  |  |       |  |  |                                       |  |  |                                      |  |
|                                            | Eberwin III, conte di Bentheim-Steinfurt | Arnoldo II, conte di Bentheim-Steinfurt |                                                |  |  |       |  |  |                                       |  |  |                                      |  |
|                                            | Eberwin III, conte di Bentheim-Steinfurt | Valburga di Brederode                   |                                                |  |  |       |  |  |                                       |  |  |                                      |  |
| Arnoldo III, conte di Bentheim-Tecklenburg | Eberwin III, conte di Bentheim-Steinfurt |                                         |                                                |  |  |       |  |  |                                       |  |  |                                      |  |
|                                            |                                          | Anna, contessa di Tecklenburg-Schwerin  | Corrado, conte di Tecklenburg-Schwerin         |  |  |       |  |  |                                       |  |  |                                      |  |
|                                            |                                          | Anna, contessa di Tecklenburg-Schwerin  | Corrado, conte di Tecklenburg-Schwerin         |  |  |       |  |  |                                       |  |  |                                      |  |
|                                            |                                          | Anna, contessa di Tecklenburg-Schwerin  | Matilde d'Assia                                |  |  |       |  |  |                                       |  |  |                                      |  |
| Anna di Bentheim-Tecklenburg               |                                          | Anna, contessa di Tecklenburg-Schwerin  |                                                |  |  |       |  |  |                                       |  |  |                                      |  |
|                                            |                                          | Gumprecht II, conte di Neuenahr-Alpen   | Gumprecht I, conte di Neuenahr-Alpen           |  |  |       |  |  |                                       |  |  |                                      |  |
|                                            |                                          | Gumprecht II, conte di Neuenahr-Alpen   | Gumprecht I, conte di Neuenahr-Alpen           |  |  |       |  |  |                                       |  |  |                                      |  |
|                                            |                                          | Gumprecht II, conte di Neuenahr-Alpen   | Amalia di Wertheim                             |  |  |       |  |  |                                       |  |  |                                      |  |
| Maddalena di Neuenahr-Alpen                |                                          | Gumprecht II, conte di Neuenahr-Alpen   |                                                |  |  |       |  |  |                                       |  |  |                                      |  |
|                                            |                                          | Amöne di Daun-Falkenstein               | Wirich V, conte di Daun-Falkenstein            |  |  |       |  |  |                                       |  |  |                                      |  |
|                                            |                                          | Amöne di Daun-Falkenstein               | Wirich V, conte di Daun-Falkenstein            |  |  |       |  |  |                                       |  |  |                                      |  |
|                                            |                                          | Amöne di Daun-Falkenstein               | Ermengarda di Sayn                             |  |  |       |  |  |                                       |  |  |                                      |  |
|                                            |                                          | Amöne di Daun-Falkenstein               |                                                |  |  |       |  |  |                                       |  |  |                                      |  |